# Brown Eyed Girls
Brown Eyed Girls (кор. 브라운 아이드 걸스, яп. ブラウン・アイド・ガールズ) — южнокорейская гёрл-группа, сформированная в 2006 году компанией Nega Network. Коллектив состоит из четырёх участниц: ЧеА (она же лидер), Мирё, Нарши и Гаин.
Дебютировав в 2006 году с синглом «다가와서 (Come Closer)», их популярность начала расти два года спустя с ретро-синглом «How Come», а в 2009 году к группе пришла международная популярность благодаря синглу «Abracadabra» и хореографии к ней, которая впоследствии также стала известной на весь мир. В августе 2010 года Brown Eyed Girls дебютировали в Японии с японской версией третьего корейского студийного альбома Sound-G, и почти год продвигались с ним, набирая популярность на уровне также известных в Японии Kara и Girls’ Generation. Brown Eyed Girls — первая корейская гёрл-группа, преодолевшая 10-летний рубеж, и единственная корейская гёрл-группа, состав которой с момента дебюта не претерпел изменений.
Помимо деятельности в группе, каждая участница также занимается успешной сольной карьерой.

## Карьера

### 2006—08: Формирование и дебют
Инициатором возникновения группы является ЧеА, которая также участвовала в отборе участниц. В 2000 году Мирё дебютировала в хип-хоп группе Honey Family, и позднее ЧеА пригласила её в Nega Network, чтобы стать трейни, и впоследствии дебютировать в новой гёрл-группе агентства. Нарша и ЧеА знакомы со школы, а Гаин попала в финальный состав будущей группы после исключения из шоу Shinhwa. Они провели несколько небольших концертов перед дебютом, и их начали называть «Крещендо» и «Тёмный ангел».

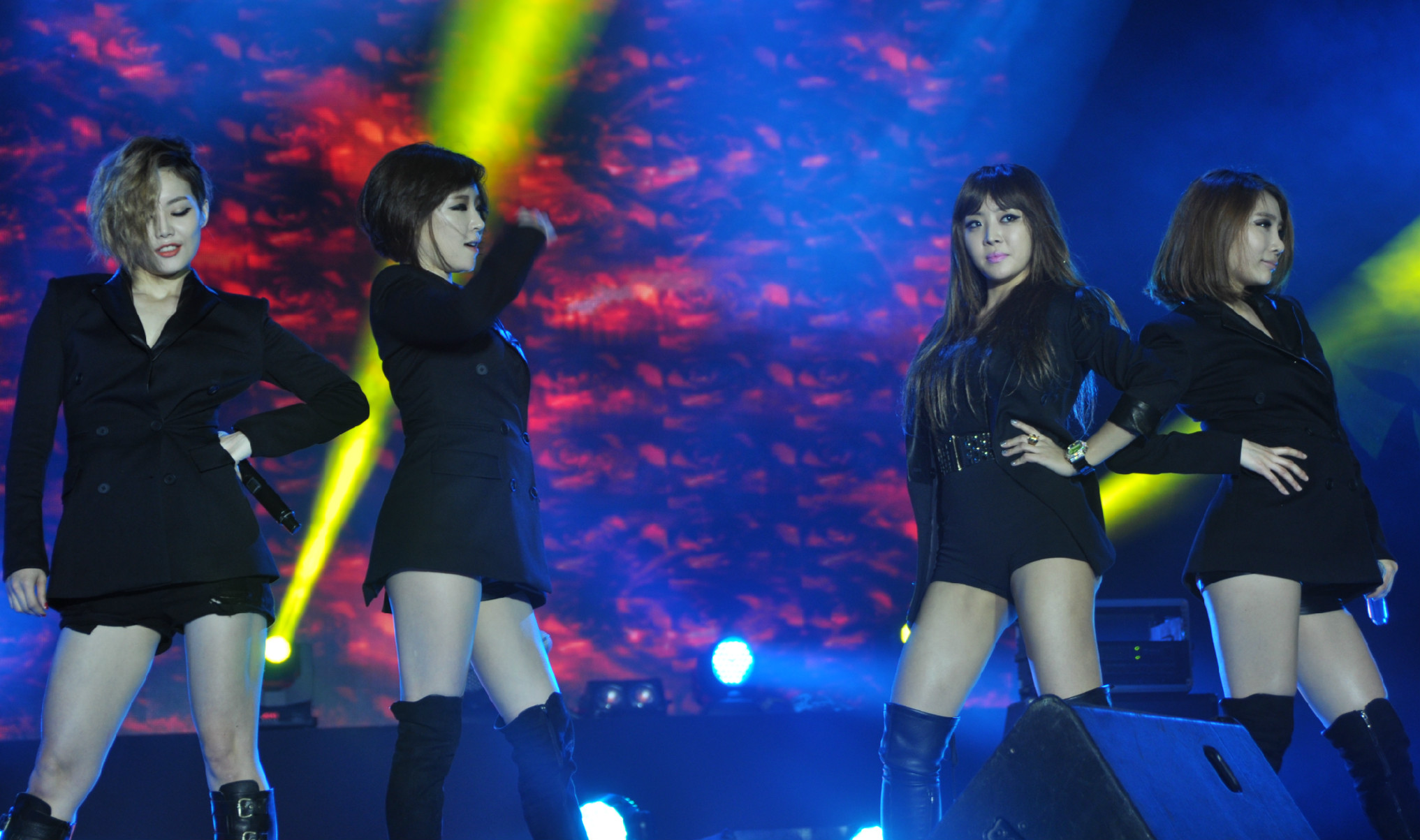
Brown Eyed Girls на концерте в Ханое, май 2012 года

Brown Eyed Girls дебютировали 2 марта 2006 года с альбомом Your Story и синглом «다가와서 (Come Closer)». Пластинка не имела широкого коммерческого успеха, и по итогам года стала 74-м самым продаваемым альбомом в Корее (19 015 копий). Промоушена не проводилось, так как участницы решили остаться инкогнито для публики и даже не принимали участие в съёмках дебютного клипа. Цифровой сингл «Hold the Line» был выпущен 3 мая; песня стала успешной благодаря использованию в популярной танцевальной игре «Pump It Up».
6 сентября 2007 года был выпущен второй альбом Leave Ms.Kim, по итогам года продажи составили чуть больше 10 тысяч копий. Также был выпущен второй цифровой сингл «내가 여름이다 (I Am a Summer)».
17 января 2008 года был выпущен первый мини-альбом With L.O.V.E. Сингл «L.O.V.E» стал одной из самых успешных песен в Корее за первую половину года, несмотря на то, что по звучанию отличался от привычного стиля группы. 16 сентября был выпущен второй мини-альбом My Style.

### 2009—14: Прорыв в карьере и японский дебют
20 июля 2009 года был выпущен третий студийный альбом Sound-G, который ознаменовал начало масштабного успеха группы не только в Корее, но и по всему миру: сингл «Abracadabra» стал не только одной из самых популярных песен года и конца 2000-х, но также породил вирусную хореографию, которую пародировало множество знаменитостей. Концепт Brown Eyed Girls также претерпел изменения и стал более зрелым и сексуальным в сравнении с предыдущими релизами, чем вызвал неоднозначную реакцию общественности. Видеоклип также был раскритикован за наличие эротических сцен, несмотря на то, что позднее была представлена лишь танцевальная версия. 2 ноября было выпущено переиздание Sign с одноимённым синглом. В августе 2010 года Sound-G был выпущен на японском языке в качестве дебютного японского альбома. 10 декабря Brown Eyed Girls также провели первый концерт в Сеуле.
С января 2011 года группа начала полноценное продвижение в Японии. Так, в апреле должен был состояться первый японский концерт, но из-за землетрясения у восточного побережья острова Хонсю было принятно решение отложить его проведение до сентября. 23 сентября был выпущен четвёртый корейский студийный альбом Sixth Scene.

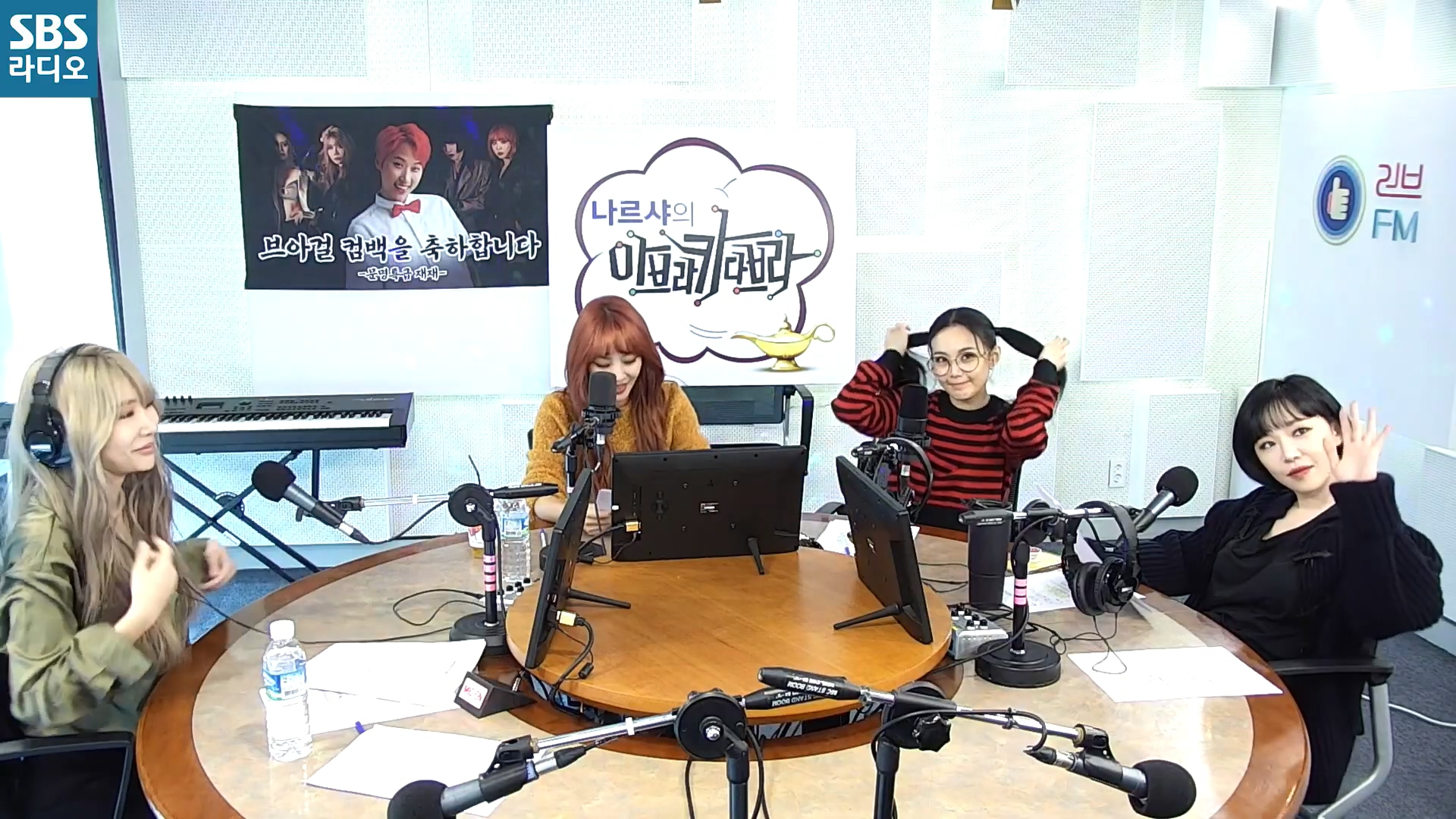
Brown Eyed Girls на радиоэфире, октябрь 2019 года

17 июля 2012 был выпущен цифровой сингл «The Original». 25 декабря в Сеуле состоялся концерт Tonight 37,2 °C, куда не допускались зрители младше 19 лет. 29 июля 2013 года состоялся релиз пятого корейского студийного альбома Black Box. 8 августа 2014 года был выпущен корейский сборник хитов Special Moments.

### 2015 — настоящее время: Уход из Nega Network,Basic,RE_vive
4 сентября 2015 года стало известно, что ЧеА, Мирё и Нарша отказались продлевать контракты с Nega Network (Гаин ушла из агентства в 2011 году) 1 октября все участницы, включая Гаин, подписали контракты с Mystic Entertainment (дочерняя компания SM Entertainment). 5 ноября был выпущен шестой корейский студийный альбом Basic. Видеоклип на сингл «Warm Hole» подвергся критике за изображение женского репродуктивного органа. 18 марта 2016 года Brown Eyed Girls провели концерт в Лос-Анджелесе в честь 10-летия.
14 декабря 2018 года было объявлено, что Нарша покидает Mystic Entertainment, однако будет продолжать деятельность в коллективе. 28 октября 2019 года Brown Eyed Girls выпустили кавер-альбом RE_vive.

## Участницы

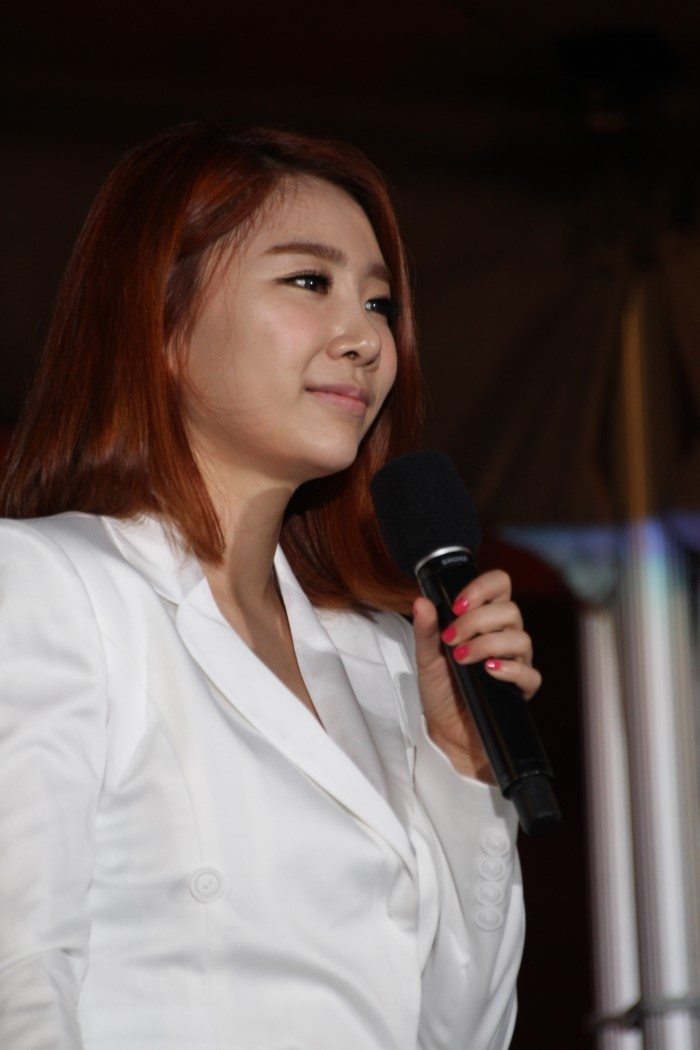
ЧеА
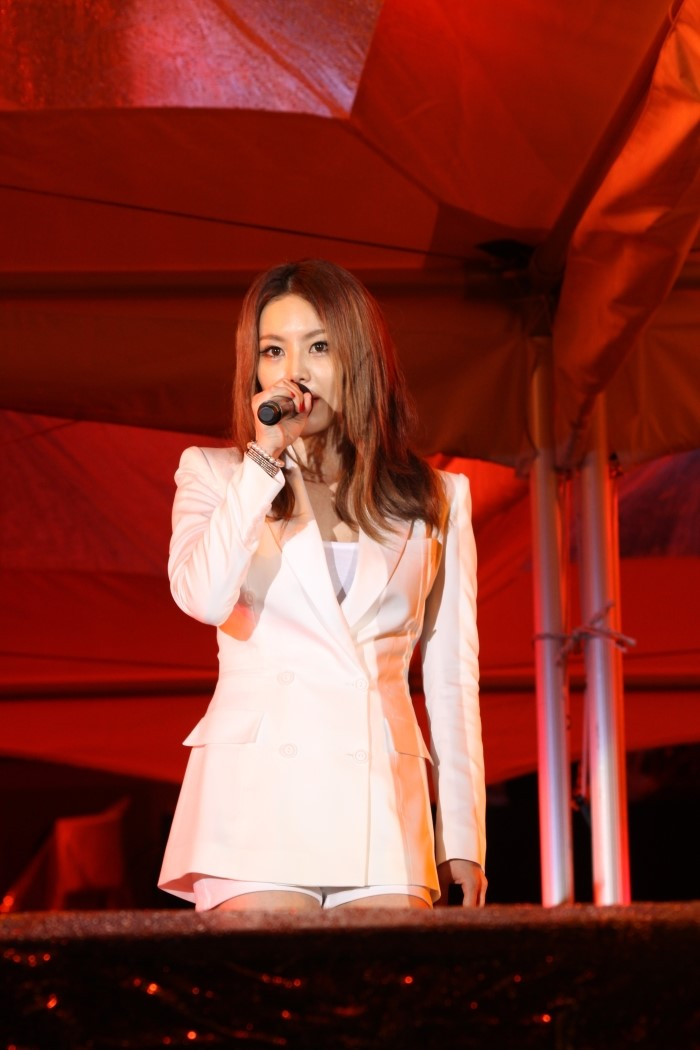
Мирё
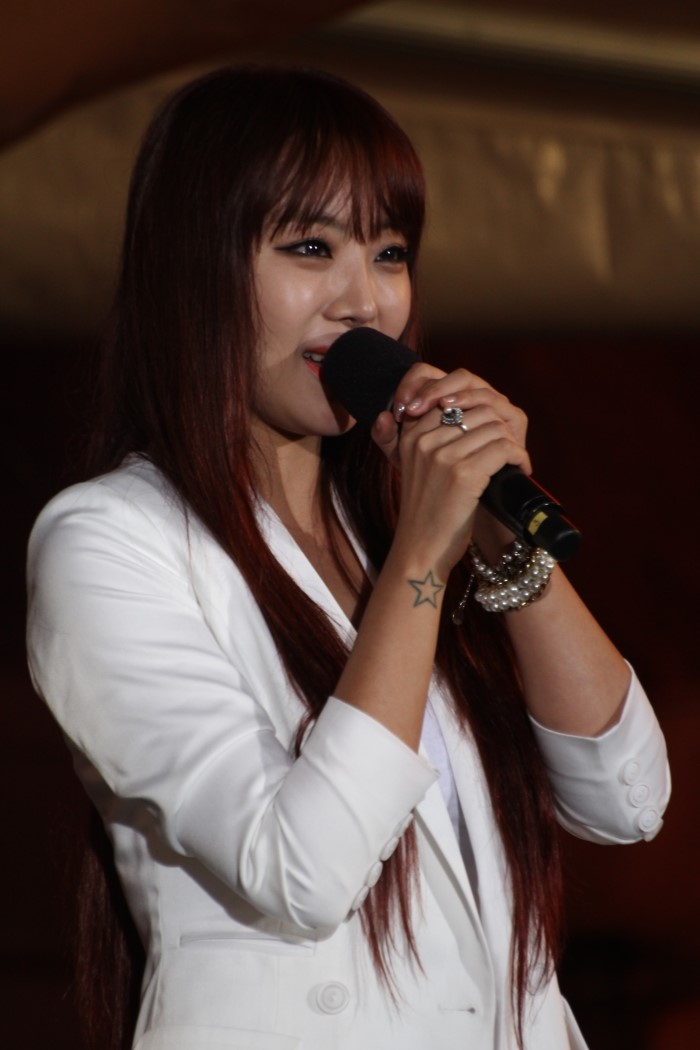
Нарша
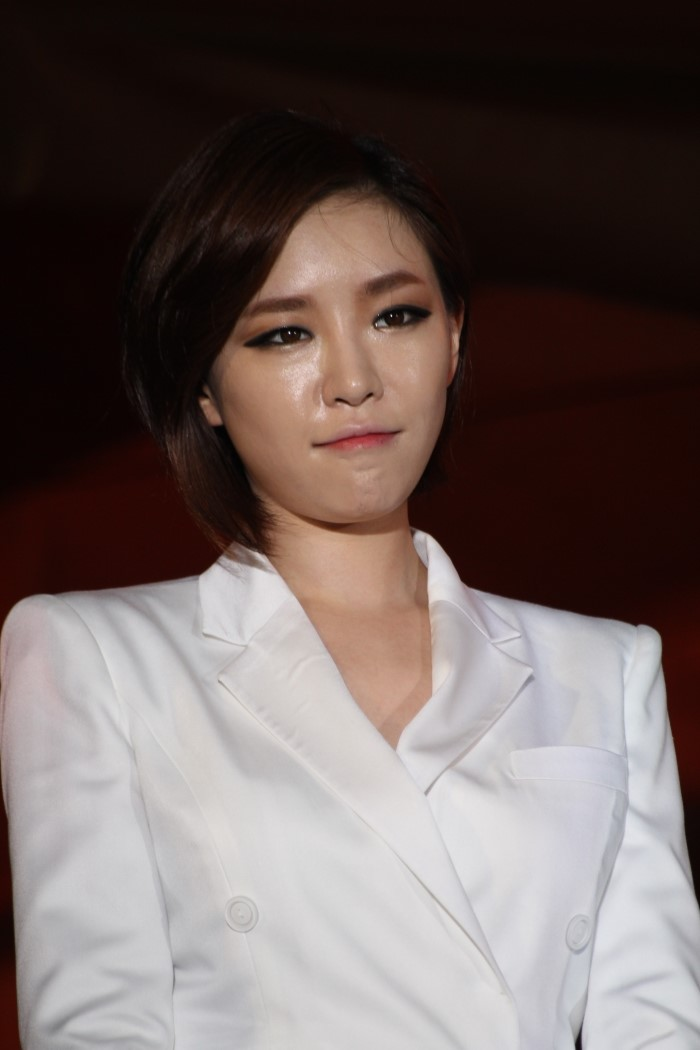
Гаин

| Псевдоним | Псевдоним | Настоящее имя | Настоящее имя | Дата рождения | Позиция в группе                                       |
| Русский   | Хангыль   | Русский       | Хангыль       | Дата рождения | Позиция в группе                                       |
| --------- | --------- | ------------- | ------------- | ------------- | ------------------------------------------------------ |
| ЧеА       | 제아      | Ким Хё Чжин   | 김효진        | 18.09.1981    | Лидер, главная вокалистка                              |
| Мирё      | 미료      | Чо Ми Хё      | 조미혜        | 02.09.1981    | Главный рэпер, вокалистка                              |
| Нарша     | 나르샤    | Пак Хё Чжин   | 박효진        | 28.12.1981    | Ведущая вокалистка, ведущий танцор                     |
| Гаин      | 가인      | Сон Га Ин     | 손가인        | 20.09.1987    | Главный танцор, вокалистка, вижуал, лицо группы, макнэ |

## Сольная деятельность
Все участницы Brown Eyed Girls активно занимаются сольной карьерой. Так, в июле 2010 года Нарша выпустила дебютный мини-альбом Narsha. В октябре того же года Гаин дебютировала с мини-альбомом Step 2/4. В феврале 2012 года Мирё выпустила дебютный мини-альбом MIRYO aka JOHONEY. В январе 2013 года ЧеА выпустила дебютный мини-альбом Just JeA.

## Артистизм

### Звучание и тексты песен
Основным жанром творчества Brown Eyed Girls признаётся современный R&B, однако также есть песни в жанрах электронной музыки («Abracadabra»), баллады («Cleanser Cream») и диско («Brave New World»). Отмечается также то, что группа пропагандирует сильные женские образы, и тексты их песен освещают тему феминизма. Кроме того, в видеоклипе «Wonder Woman» появлялись дрэг-квин по желанию самих Brown Eyed Girls; участницы отметили, что расписание было трудно согласовать из-за активной деятельности дрэг-квин в Корее.

## Дискография

### Студийные альбомы
- Your Story (2006)
- Leave Ms.Kim (2007)
- Sound-G (2009)
- Sixth Sense (2011)
- Black Box (2013)
- Basic (2015)
- RE_Vive (2019)

## Награды и номинации
| Церемония                    | Год  | Номинация                                       | Что номинировано | Результат |  |
| ---------------------------- | ---- | ----------------------------------------------- | ---------------- | --------- |  |
| Cyworld Digital Music Awards | 2006 | Песня Месяца (Июль)                             | «Hold The Line»  | Победа    |  |
| Cyworld Digital Music Awards | 2009 | Песня Месяца (Август)                           | «Abracadabra»    | Победа    |  |
| Cyworld Digital Music Awards | 2010 | Диск Бонсан                                     | «Abracadabra»    | Победа    |  |
| Cyworld Digital Music Awards | 2010 | Песня Года                                      | «Abracadabra»    | Номинация |  |
| Cyworld Digital Music Awards | 2010 | Артист Года                                     | Brown Eyed Girls | Номинация |  |
| Golden Disc Awards           | 2008 | Цифровой Бонсан                                 | «Love»           | Победа    |  |
| Golden Disc Awards           | 2008 | Цифровой Дэсан                                  | «Love»           | Номинация |  |
| Golden Disc Awards           | 2009 | Диск Бонсан                                     | Sound-G          | Номинация |  |
| Golden Disc Awards           | 2009 | Цифровой Бонсан                                 | «Abracadabra»    | Номинация |  |
| Golden Disc Awards           | 2011 | Награда за популярность                         | Brown Eyed Girls | Номинация |  |
| Korean Music Awards          | 2010 | Лучший танцевальный и электронный альбом        | Sound-G          | Победа    |  |
| Korean Music Awards          | 2010 | Лучшая танцевальная и электронная песня         | «Abracadabra»    | Победа    |  |
| Melon Music Awards           | 2009 | Артист Топ-10                                   | Brown Eyed Girls | Победа    |  |
| Mnet Asian Music Awards      | 2006 | Новая группа года                               | Brown Eyed Girls | Номинация |  |
| Mnet Asian Music Awards      | 2007 | Лучшая женская группа                           | Brown Eyed Girls | Номинация |  |
| Mnet Asian Music Awards      | 2008 | Лучшая женская группа                           | Brown Eyed Girls | Номинация |  |
| Mnet Asian Music Awards      | 2008 | Лучшая песня в жанрах хаус и электронной музыки | «Love»           | Номинация |  |
| Mnet Asian Music Awards      | 2009 | Лучшая женская группа                           | Brown Eyed Girls | Победа    |  |
| Mnet Asian Music Awards      | 2009 | Лучшая песня в жанрах хаус и электронной музыки | «Abracadabra»    | Победа    |  |
| Mnet Asian Music Awards      | 2011 | Лучшая женская группа                           | Brown Eyed Girls | Номинация |  |
| Mnet Asian Music Awards      | 2011 | Лучший клип                                     | «Sixth Sense»    | Номинация |  |
| Seoul Music Awards           | 2006 | Новый Артист                                    | Brown Eyed Girls | Победа    |  |
| Seoul Music Awards           | 2009 | Награда Бонсан                                  | Brown Eyed Girls | Победа    |  |
| Seoul Music Awards           | 2009 | Награда за популярность                         | Brown Eyed Girls | Номинация |  |
| Seoul Music Awards           | 2009 | Награда Дэсан                                   | Brown Eyed Girls | Номинация |  |
| Seoul Music Awards           | 2010 | Награда Бонсан                                  | Brown Eyed Girls | Победа    |  |
| Seoul Music Awards           | 2010 | Награда за популярность                         | Brown Eyed Girls | Номинация |  |
| Seoul Music Awards           | 2010 | Награда Дэсан                                   | Brown Eyed Girls | Номинация |  |